# Tina Maze
Klementina Maze (conocida como Tina Maze; Slovenj Gradec, Yugoslavia, 2 de mayo de 1983) es una deportista eslovena que compitió en esquí alpino; dos veces campeona olímpica y cuatro veces campeona mundial.

## Trayectoria
Participó en cuatro Juegos Olímpicos de Invierno, entre los años 2002 y 2018, obteniendo en total cuatro medallas, dos de plata en Vancouver 2010 (eslalon gigante y supergigante) y dos de oro en Sochi 2014 (descenso y eslalon gigante).
Ganó nueve medallas en el Campeonato Mundial de Esquí Alpino entre los años 2009 y 2015.
En la Copa del Mundo consiguió veintiseis victorias y 81 podios en total. Ganó la clasificación general de la Copa del Mundo en 2013.
Fue la abanderada de Eslovenia en la ceremonia de apertura de los Juegos Olímpicos de Vancouver 2010.
Recibió la Placa Bloudek en 2010 y el Premio Bloudek en 2011. En 2013 fue galardonada con la Orden Dorada del Mérito y con el premio Skieur d’Or. Fue nombrada «Deportista femenina del año» en su país en seis ocasiones: 2005, 2010, 2011, 2013, 2014 y 2015.
Estudió Magisterio en la Universidad de Maribor. Trabaja como empleada de la policía.
En 2015 una nueva especie de araña del género Caerostris fue nombrada en su honor Caerostris tinamaze.

## Palmarés internacional
| Juegos Olímpicos   | Juegos Olímpicos                   | Juegos Olímpicos | Juegos Olímpicos |
| Año                | Lugar                              | Medalla          | Prueba           |
| ------------------ | ---------------------------------- | ---------------- | ---------------- |
| 2010               | Vancouver (Canadá)                 | Medalla de plata | Eslalon gigante  |
| 2010               | Vancouver (Canadá)                 | Medalla de plata | Supergigante     |
| 2014               | Sochi (Rusia)                      | Medalla de oro   | Descenso         |
| 2014               | Sochi (Rusia)                      | Medalla de oro   | Eslalon gigante  |
| Campeonato Mundial |                                    |                  |                  |
| Año                | Lugar                              | Medalla          | Prueba           |
| 2009               | Val d’Isère (Francia)              | Medalla de plata | Eslalon gigante  |
| 2011               | Garmisch-Partenkirchen (Alemania)  | Medalla de oro   | Eslalon gigante  |
| 2011               | Garmisch-Partenkirchen (Alemania)  | Medalla de plata | Supercombinada   |
| 2013               | Schladming (Austria)               | Medalla de oro   | Supergigante     |
| 2013               | Schladming (Austria)               | Medalla de plata | Eslalon gigante  |
| 2013               | Schladming (Austria)               | Medalla de plata | Supercombinada   |
| 2015               | Vail/Beaver Creek (Estados Unidos) | Medalla de oro   | Descenso         |
| 2015               | Vail/Beaver Creek (Estados Unidos) | Medalla de oro   | Combinada        |
| 2015               | Vail/Beaver Creek (Estados Unidos) | Medalla de plata | Supergigante     |